# ヤコブ・リンネ
ヤコブ・リンネ（スウェーデン語: Jacob Rinne, 1993年6月20日 - ）は、スウェーデン・エレブルー県ラックソー出身のサッカー選手。ファティフSC所属。ポジションはGK。

## 来歴
ラックソーIFでサッカーを始め、2010年からBK Forwardに所属。2013年5月30日、エーレブルーと3年半の契約を結び、2013年シーズンは前所属クラブのBK Forwardに期限付き移籍した。
2015年、UEFA U-21欧州選手権2015のメンバーに選出された。2016年1月、フィンランド戦でパトリック・カールグレンと交代で出場し、スウェーデン代表デビューを飾った。
2016年7月1日、ベルギーのヘントに移籍した。

## タイトル

### 代表
U-21スウェーデン代表
- UEFA U-21欧州選手権：1回
  - 2015